# 吉爾·聖約翰
吉爾·聖約翰（英語：Jill St. John，1940年8月19日—），美國的女演員，代表作是007系列的《金鋼鑽》，為當代知名艷星。

## 生平
曾經在智力測驗中測出智商有162，1972年，聖約翰一度離開好萊塢，搬到科羅拉多州的阿斯彭學烹飪，甚至創作食譜，常在ABC電視台的早安美國節目出現。
曾與史恩·康納萊、喬治·拉贊貝等人合作。1971年出演《金鋼鑽》一片，成為第一位美國籍的龐德女郎。
1990年與勞勃韋納結婚，其實他們在1959年有過一面之緣，1982年還跟韋納一起當過伴郎伴娘。

## 外部連結
- Jill St. John在互联网电影资料库（IMDb）上的資料（英文）
- Jill St. John （页面存档备份，存于） at the TCM Movie Database
- Jill St. John （页面存档备份，存于） at Yahoo! Movies